# جبارة بن أبي طوال الإدريسي

## نسبه
هو العالم العامل، الفقيه البركة، الولي الصالح، العارف الناسك، الشيخ جبارة بن أبي طوال الإدريسي الحسني، ينتهي نسبه إلى المولى يحيى بن الإمام المولى إدريس الأزهر، وقد ضبط نسبه النسابة الفقيه الإمام أبو عبد الله محمد ابن جزي الغرناطي بقوله، هو: «جبارة بن أبي طوال بن عدنان بن جابر بن أبي النصر بن عاصم بن سفيان بن سبوان بن محمد بن الحسن بن الحسين بن علي بن عبد الله بن المهلب بن محمد بن يحيى بن إدريس بن إدريس بن عبد الله الكامل بن الحسن المثنى بن الحسن بن علي بن أبي طالب».

## أصله ورحلاته
لما كان الشيخ «جبارة» الإدريسي رضي الله عنه من ذرية الإمام مولانا يحيى بن المولى إدريس الأزهر، فقد كان مستقرا بإحدى المناطق المغربية التي كانت تحت سلطة وإمرة هذا الأخير، وهي منطقة درعة؛ إذ أمَّر الإمامُ محمد بن المولى إدريس أخاه المولى يحيى على حكم البصرة وأصيلا قبل أن يسحبه منهما ويُؤَمِّره على حكم سجلماسة ودرعة، حيث بقي هناك بعض عقبه خصوصا بعد فتنة موسى ابن أبي العافية الذي اضطهد الشرفاء الأدارسة في المناطق الوسطى من المملكة.
وقد عاش الشيخ جبارة، في أواسط القرن السابع الهجري، وهي الفترة التي شهدت سقوط الدولة الموحدية وتأسيس الدولة المرينية، مع ما صاحب ذلك من حروب واضطرابات كبيرة خصوصا في منطقة درعة المذكورة. وفي ظل هذا الاضطراب، ونظرا لكون الشيخ جبارة بن أبي طوال كان من أولياء الله الصالحين، ومن كبار عباد وقته وزهادهم الذين آثروا الاستعداد للآخرة عن الدنيا ومتاعها، فقد قرر الخروج من درعة فرارا من الفتنة نحو حاضرة سجلماسة.
ولما دخل الشيخ «جبارة» إلى سجلماسة، واستقر بمدشر الأحمر بها، لم يجدها أحسن حالا من درعة، حيث كانت، حينها، تحت حكم الموحدين وولاية عاملهم عليها محمد القطراني الذي كان، في البداية، تابعا للموحدين، وغدر بهم بانحيازه إلى الأمير أبي يحيى بن عبد الحق المريني الذي دخلها عام 655 هـ، وساعده على احتلالها مقابل تعيينه واليا عليها، قبل أن يثور على الدولة المرينية إثر وفاة أميرهم المذكور سنة 656ه، ويعود إلى سلطان الموحدين باعتذاره للأمير عمر المرتضى لينفرد، بعد ذلك، بالحكم على سجلماسة، إلى أن قتل من طرف مبعوث هذا الأخير إليه وهو القاضي ابن حجاج، قبل أن يؤول أمرها إلى يغمراسن بن زيان، ومنه إلى ابن أخته عبد الملك بن محمد بن العبد الوادي. وقد ظلت سجلماسة، في هذه الفترة، المنطقة الوحيدة الخارجة عن حكم المرينيين بعد انتظام كل مناطق المغرب في حكمهم، خصوصا بعد سقوط طنجة في قبضتهم مفتتح سنة 672ه، وسبتة في شهر ربيع الأول سنة 672ه.
ونتيجة لهذه الظروف، واعتبارا لكون المرينيين أكثر الحكام اهتماما بالشرفاء والصلحاء، قرر الشيخ «جبارة» رضي الله عنه الفرار بدينه من تلك الاضطرابات والفتن، والخروج من سجلماسة نحو معقل الشرفاء الأدارسة من أبناء عمومته بجبال غمارة القريبة من مدينتي سبتة وطنجة اللتين أصبحتا ضمن إمارة الدولة المرينية، وبالضبط بمحاذاة قبيلة بني عروس حيث القرية التي سميت فيما بعد بـ «عين أوقار» من قبيلة الأخماس المطلة عليها، والواقعة بجبل «بو هاشم» قبالة مدينة شفشاون.
ومرد تسمية هذه القرية بهذا الاسم، هو أنها، وفي فترة طويلة من الزمن، كانت معقلا للعلماء والفقهاء والصلحاء والأولياء من ذرية الشيخ «جبارة» رضي الله عنه، وهو ما أضفى عليها وعلى كل من ينتمي إليها كثيرا من الوقار، فاشتُق من هذه الصفة اسمها «عين أوقار»، تعبيرا عن كونها موطنا لأهل الوقار، قبل أن يطرأ عليه تغيير في اللسان الدارج بالمنطقة، حيث أصبحت تسمى بـ «عين أبقار».

## تأسيسه لقبيلة «بني جبارة» شمال المغرب
استقر الولي الصالح الشيخ «جبارة» رضي الله عنه في قرية عين «أوقار»، وخلف، بالإضافة إلى ابنته المسماة لالة سُنة، خمسة أولاد من الذكور: ذُكر أربعة منهم في رسم شملته قطعة رق مؤرخ في جمادى الثانية من سنة 888 هجرية؛ وهم: يحيى وآخر يلقب بـ «منا»، وهما أشقاء. وآخرين يلقب أحدهما بـ «سيدوم» والآخر بـ «سيد الدار»، وهما أشقاء أيضا. بينما تم الوقوف على ولده الخامس في تعليق خطي بطرة عمود نسب حفدته من الشرفاء أولاد بن زروق، والمنحدرون من الشريف يحيى بن الشيخ جبارة، حيث كتب بجانب هذا الأخير: «أخوه» مغيث«بعين أبقار».
وقد تشكلت من هؤلاء الأولاد الخمسة، وما تفرع عنهم من أحفاد وذرية، قبيلة «بني جبارة» نسبة للشيخ «جبارة» ولعقبه من بعده، حيث تفرقوا على مساحة كبيرة بمحيط قرية «عين أوقار»، وعلى امتداد جبل بوهاشم المقابل لمدينة شفشاون، فاستقل كل فرع بموضع أضحى فيما بعد مدشرا مستقلا عن باقي المداشر المشكلة لمجموع قبيلة «بني جبارة» ومنطقتها. 
وممن أشار، إجمالا، إلى المسار الذي سلكه الشيخ جبارة بن أبي طوال، العلامة المحقق الإمام ابن جزي الغرناطي بقوله كما تقدم إثباته: «وفي درعة، استقر الشيخ جبارة، وانتقل إلى الدشر الأحمر من سجلماسة، وله عقب بناحية سبتة يقال لهم الجباريون بنو جبارة (..)».

## ذريته ومكان استقرارهم وانتشارهم
يتوزع الشرفاء الجباريون أولاد الشيخ جبارة بن أبي طوال الإدريسي الحسني على مدن وقرى عديدة، منها:
- قبيلة بني جبارة: ويستوطنها الجباريون من: أولاد شكنان، وأولاد بن زروق، وأولاد موسى، وأولاد بن شبتيت، وأولاد الذهبي، وأولاد اللغداس، وأولاد العافية، وأولاد عثمان، وأولاد برهون، وأولاد بن إدريس، وأولاد بن قاسم، وأولاد أصبان، ومنهم من انتقل إلى مدينة شفشاون.
- مدينة القصر الكبير: ويستوطنها الجباريون من ذرية العالم المتكلم الفقيه النوازلي الولي الصالح العارف الحسين بن عمران الجباري، وهم فرع كبير من أولاد شكنان. وقد انتقل بعضهم إلى مدينة العرائش وطنجة وتطوان وسلا وغيرها.
- قبيلتا أهل سريف وبني جرفط: ويستوطنها الجباريون من ذرية عمران بن عيسى الجباري، وهم المعروفون في كتب الأنساب بأولاد بن «عمران»، ومعهم فرع صغير من أولاد شكنان، وهذا الفرع ينحدر من ذرية العلامة الفقيه الولي الصالح أحمد بن الحسين الجباري دفين قرية بوادران، بعد انتقاله من مدينة القصر الكبير وترك عقبه بها.
- مدينة العرائش: ويستوطنها الجباريون من أولاد شكنان بعد انتقال فرع من ذرية العلامة الفقيه الحسين بن عمران الجباري من القصر الكبير إلى العرائش، وكذلك أولاد بن زروق الذين ينحدرون من جدهم زروق بن يحيى بن الشيخ جبارة بن أب طوال الإدريسي.
- قرية زاوية سيدي يوسف: ويستوطنها حفدة الولي الصالح يوسف الجباري الذي سميت القرية باسمه وباسم زاويته بها، وهو من ذرية لغداس بن عمران الجباري.
- مدينة فاس: ويستوطنها ثلاث فروع من الجباريين، وهم: أولاد بن زروق بعد استقرار العلامة الفقيه أبي القاسم محمد بن قاسم بن أحمد ابن زروق الجباري. وأولاد شكنان بعد استقرار العلامة القاضي محمد بن أحمد الجباري بها، وهو من ذرية العلامة الحسين بن عمران الجباري نزيل القصر الكبير. ثم أولاد اللغداس من ذرية الولي الصالح يوسف الجباري.

وقد اشتهرت الأسرة الجبارية، منذ جدها الشيخ جبارة بن أبي طوال الإدريسي إلى الآن، بالعلم والصلاح والولاية والزهد، وقد تعاطي جل أعلامها لخطة العدالة والقضاء والفتوى والتدريس والحسبة والنظارة والتوقيت والخطابة والإمامة والوعظ والتصوف.

## الظهائر السلطانية الصادرة في تعظيم ذريته وتوقيرهم
يتحوز الشرفاء الجباريون على عدة ظهائر سلطانية توصي بتعظيمهم وتوقيرهم بما يليق بالعترة النبوية الشريفة الطاهرة، بدء من ظهير المولى الشريف وابنه المولى إسماعيل العلوي، مرورا بظهير المولى عبد المالك والمولى سليمان والمولى عبد الرحمن بن هشام، ثم ظهير سيدي محمد بن عبد الرحمن، وانتهاء بظهير المولى الحسن الأول، فظهير المولى عبد العزيز، ونص بعضها كما يلي:. 

### ظهير السلطان المولىإسماعيلالعلوي
ونصه كما يلي: «كتابنا هذا أعز الله أمره وأدام مجده، وأطلع في سماء المعالي شموسه وبدره، بيد حامله السيد محمد بن بلقاسم الجباري الشريف الحسني، وإخوته التهامي والعربي، أننا قربناهم واحترمناهم وأبقيناهم على عادتهم من التوقير والاحترام والرعي الجميل المستدام، من غير معارض يعارضهم، أو منازع ينازعهم (بياض)، ومن تعدى أمرنا يخاف على نفسه، وتلزمه العقوبة منا والسلام. وكتب بسادس عشر من شهر الله المعظم ربيع النبوي عام ستة وعشرين ومائة وألف».

### ظهير السلطان المولىسليمانالعلوي
ونصه كما يلي: «أعزه الله وأيده بباهر قدرته، وظاهر آياته، وتلقى بإيمان اليمن والإسعاد راياته، يتعرف من هذا الرقيم الناهج بحول الله وقوته على الصراط، أننا أحللنا حامله الفقيه الشريف السيد عبد الله بن الفقيه السيد أحمد الجباري من العناية أسنى محل، وأمطيناه ذروة الكرامة حيث حل، وأسكناه دار التعظيم والتوقير، وآويناه إلى ربوة الإجلال التي لا تلحقها أبدا سيول التحقير، وأنه هو وذوو نسبه وجميع أبناء عمه القاطنون بالقصر الآن، وكل من تعلق بحبل رحمه وسببه، تحت ظل المبرة الظليل وفي بردها البليل، فلا يكلفون بشيء من المغارم، ولا يطالبون بشيء من الوظائف العامية، لما تخلقوا به من المحامد التليدة والمكارم، وقد جعلنا لأغنيائهم رد زكواتهم على فقرائهم، وقد أقررنا ما بأيديهم من ظهائر أسلافنا الأطهار المحتملة لما يلائم أقدارهم المنيفة من الإعلاء والإظهار، وإنما ازداد عندنا السيد عبد الله المذكور حظوة ومكانة، واستحق أن نرفع مكانه لما اتخذناه أمينا في كلفة أمورنا، وقهرمانا على دورنا، فوجدناه جامعا لأشتات العصامية وأنواع العظامية، وفق الله الجميع، وهو ولي ذلك. وفي 24 جمادى الأولى عام 1231 هجرية».

### ظهير السلطان المولى عبدالرحمنبن هشام العلوي
ونصه كما يلي: «كتابنا هذا الظاهر الآيات، المشرق الآيات، المواجه بأوجه القبول والرضوان، المتلقى بأيدي اليمن والسعد والأمان، بيد حامله الفقيه الأمين الشريف السيد عبد الله بن الفقيه السيد أحمد الجباري، ويتعرف منه بحول الله وقوته وشامل يمنه وبركته أنا جددنا له على ما بيده من ظهائر أسلافنا الكرام، قدس الله أرواحهم في دار السلام، المتضمنة توقيره واحترامه ومبرته وإعظامه، هو وذوو نسبه وأبناء عمه، والمتعلقون بسببه، القاطنون الآن بالقصر الكبير صانه الله، ورفعنا عنهم التكاليف المخزنية والوظائف السلطانية، بحيث لا تخرق عليهم عادة، ولا يحدث في أمرهم نقص ولا زيادة، وجعلنا لهم أخذ زكوات أغنيائهم ودفعها لفقرائهم، وإن لم يفعلوا، فعهدتها في رقابهم، وإثمها عائد عليهم، فعلى الواقف عليه من عمالنا وولاة أمرنا أن يعمل بمقتضاه، ولا يحيد عما أمر به. الأمر المولوي، وأمضاه، والله يوفقنا لما فيه رضاه، والسلام. بهذا صدر الأمر الشريف في 15 رمضان المعظم عام 1238 هجرية».

### ظهير السلطان سيدي محمد بن عبد الرحمن العلوي
ونصه كما يلي: «كتابنا هذا السامي بالله قدره، النافذ بحول الله نهيه وأمره، بيد ماسكه الشريف السيد عبد السلام بن أحمد بن عبد الله الجباري، ويتعرف منه بحول الله وقوته وشامل يمنه ومنته، أننا جددنا له ما بيده من ظهائر سيدنا المقدس بالله وأسلافه الكرام قدس الله أرواحهم في دار السلام، المتضمنة توقيرهم واحترامهم ومبرتهم وإعظامهم، وقد زدناه هو وأبناء عمه المتعلقين بسببه القاطنين بالقصر الكبير توقيرا واحتراما وإجلالا وإعظاما، وأسقطنا عنهم الكلف المخزنية والتكاليف الإمامية، فلا سبيل لمن يريد أن يخرق عليهم عادة، أو يحدث في جانبهم نقصا أو زيادة، وعلى الواقف عليه من العمال، ومن وليناه شيئا من الأعمال، العمل بمقتضاه، والوقوف عند حده كلما اقتضاه. صدر بهذا أمرنا المعتز بالله في 27 من رجب الفرد 1277 هجرية».

### ظهير السلطان المولى الحسن الأول العلوي
ونصه كما يلي: «خديمنا الأرض الأمين الطالب أحمد بن الحاج محمد المسعودي وفقك الله وسلام عليك ورحمة الله وبركاته، وبعد؛ فقد ورد على حضرتنا العالية بالله أن الشرفاء الجباريون من أهل القصر وبيدهم ظهيرنا الشريف مصرحا فيه بإبقائهم على دفع زكاتهم وأعشارهم لمستحقها من فقرائهم، وذكروا أنهم فرضت عليهم هذا العام، وصاروا مطلوبين بها من قبل المخزن، فنأمرك أن تبقيهم على عادتهم فيها، والسلام. في 24 قعدة الحرام عام 1296 هجرية».

### ظهير السلطان المولى عبد العزيز بن الحسن العلوي
ونصه كما يلي: «هذا ظهير شريف، تتلقى أوامره المطاعة بالإجلال والتعظيم والتشريف، ويتعرف منه أننا، بحول الله وقوته وشامل يمنه ومنته، جددنا لماسكيه المستمسكين بالله تعالى، ثم به، الشرفاء الطالب السيد الهاشمي بن عبد السلام الجباري القصري، وأخيه وأبناء عمه القاطنين بالقصر الكبير، على ما بيدهم من ظهير مولانا الوالد قدسه الله، المجدد لهم على ظهير مولانا الجد الأكبر رحمه الله الذي كان بيد الفقيه السيد عبد الله بن أحمد الجباري، المتضمن لهم التوقير والاحترام والرعي الجميل المستدام، والمحاشاة عما يطالب به العوام من الوظائف المخزنية والتكاليف السلطانية، وأبقيناهم على دفع ما أوجبه الله عليهم زكاة وأعشارا لمستحقها من فقرائهم، وإن لم يفعلوا فعهدتها عليهم، وإثمها منوط بهم، فلا سبيل لمن يخرق عادة عليهم أو يحدث نقصا أو زيادة في جانبهم. وحسب الواقف عليه من عمالنا وولاة أمرنا أن يعمل بمقتضاه، ويقف عند حده ولا يتعداه، والسلام. صدر به أمرنا المعتز بالله في الثامن والعشرين من ربيع الأول عام 1312 هجرية».

## وفاته وضريحه
توفي الولي الصالح الشيخ «جبارة» بن أبي طوال الإدريسي في أواخر القرن السابع الهجري، ودفن بنفس القرية التي نزل فيها لأول مرة، وهي «عين أوقار»، وبنيت عليه قبة هناك، وقد اندرس خبر قبره لقرون، إلى أن تم اكتشاف ضريحه، وذلك من خلال ما وقف عليه حفيده القاضي الباحث عبد الرزاق الجباري في تعليق خطي آخر بطرة عمود نسب الشرفاء أولاد بن زروق المشار إليه آنفا، حيث كتب بجانب الشيخ جبارة: «ضريح سيدي جبارة بعين أبقار (الأخماس)».
وبعد البحث الميداني عن القرية المذكورة وما بها من طرف نفس الباحث، تبين أن قبر ابنه «مغيث الجباري» بضريح معروف هناك ومشهور، ومعه قبر مجهول لا يُعرف صاحبه. فتبين، من خلال الوثيقة المذكورة والتعليق عليها، أن هذا القبر للشيخ «جبارة» رضي الله عنه.